# Jerry Sitoe
Jeremias Jorge Sitoe, noto semplicemente come Jerry o come Jerry Sitoe (Maputo, 23 novembre 1990), è un ex calciatore mozambicano, di ruolo attaccante.

## Palmarès
- Coppa di Bulgaria: 1

Beroe: 2012-2013
- Supercoppa di Bulgaria: 1

Beroe: 2013